# 제이미 뱀버
제이미 뱀버(Jamie Bamber, 1973년 4월 3일 ~ )는 잉글랜드의 배우이다.

## 출연 작품

### 텔레비전
- 혼블로워 - 이븐 찬스 (1998)
- 혼블로워 - 개구리와 바닷가재 (1999)
- 혼블로워 - 공작부인과 악마 (1999)
- 아가사 크리스티: 명탐정 포와로 (2000)
- 밴드 오브 브라더스 (2001)
- 혼블로워 - 보복 (2001)
- 혼블로워 - 반란 (2001)
- 얼티밋 포스 (2002-3)
- 다니엘 데론다 (2002)
- 배틀스타 갈락티카 (2003)
- 배틀스타 갈락티카: 2004년 시리즈 (2004)
- 배틀스타 갤럭티카: 스토리 소 파 (2006)
- 배틀스타 갤럭티카: 레이저 (2007)
- 콜드 케이스 (2007)
- 고스트 위스퍼러 (2007)
- 로앤오더: 런던 특수수사대 (2009-11)
- 돌하우스 (2009)
- 배틀스타 갤럭티카: 라스트 프래킨 스페셜 (2009)
- CSI: 마이애미 (2011)
- 하우스 (2011)
- 바디 오브 프루프 (2012)
- 먼데이 모닝스 (2013)
- 더 스모크 (2014)
- 리졸리 앤 아일스 (2014-5)
- NCIS (2014-5)
- 더 메신저스 (2015)
- 마르셀라 (2016-8)
- 카운터파트 (2017-9)
- 스트라이크 백 (2019-20)

### 영화
- 펄스 2: 애프터라이프 (2008)
- 톰과 제리: 로빈 후드 앤 히즈 메리 마우스 (2012) - 목소리
- Before I Sleep (2013)
- John Doe: Vigilante (2014)
- The Better Half (2015)
- 얼라이브 (2015)
- 킬러 더 머니 (2016, Money)
- 미드나잇 인 뉴욕 (2016, A New York Christmas)
- L'Embarras du choix (2017)
- Inferno: Skyscraper Escape (2018)